# Requiem for My Friend
 Requiem for My Friend (en polonais : Requiem dla mojego przyjaciela) est une œuvre pour solistes, chœur et orchestre de Zbigniew Preisner sortie en 1998. Elle est dédiée au réalisateur Krzysztof Kieslowski (1941-1996) avec lequel Preisner a travaillé en étroite collaboration pendant de nombreuses années.

## Historique
Preisner avait eu l'idée, avec Kieslowki, d'un grand concert dont la première devait avoir lieu sur l'Acropole d'Athènes, présentant le morceau Life, qui voulait exposer les grandes étapes de la vie : Początek (début) ; Przeznaczenie (destin) ; Apokalipsa ; Postscriptum. Kieslowski se serait occupé de la réalisation, et Krzysztof Piesiewicz de l'écriture du scénario ; mais la mort de Krzysztof Kieslowski le 13 mars 1996 a transformé le projet, et l'œuvre musicale est devenue un hommage à Kieslowski.

## Conception de l'album
La première partie Requiem, pour orgue, chœur et solistes, est écrite à partir des textes traditionnels des funérailles chrétiennes. À l'exception de Lux Aeterna écrit en polonais, toutes les pièces sont chantées en latin. L'enregistrement a été réalisé en décembre 1997, dans la cathédrale de Varsovie et dans l'église de la Résurrection à Cracovie.
La deuxième partie est plus dans le style typique du travail de Preisner, qui se caractérise par l'utilisation de solistes et chœur : elle est divisée en parties, qui symbolisent les étapes importantes de la vie humaine. Les chansons sont interprétées en trois langues : polonais, grec et latin. L'enregistrement a été réalisé en partie en décembre 1997 dans l'église de la Résurrection à Cracovie, et a été achevé en janvier 1998, dans le studio S2 / S4 de la Radio polonaise à Varsovie.

## Liste des titres
Requiem
1. Officium - 3:46
2. Kyrie eleison - 6:12
3. Dies irae - 4:51
4. Offertorium - 3:19
5. Sanctus - 2:51
6. Agnus dei - 1:49
7. Lux aeterna - 1:56
8. Lacrimosa - 3:24
9. Epitaphium - 3:03

Life
1. The Beginning: Meeting - 5:18
2. Discovering the World - 2:50
3. Love - 2:24
4. Destiny: Kai Kairos - 9:43
5. Apocalypse: Ascende huc - 2:18
6. Veni et vidi - 2:45
7. Qui erat et qui est - 4:26
8. Lacrimosa - Day of Tears - 4:03
9. Postscriptum: Prayer - 3:16

## Collaborateurs
- Orchestre : Sinfonia Varsovia et Varsov Chamber Choir
- Chef d'orchestre : 
  - Requiem : Roman Rewakowicz
  - Life : Jacek Kaspszyk, Ryszard Zimak (maître de chapelle)
- Solistes :

| Soliste            | Requiem                           | Life                |
| ------------------ | --------------------------------- | ------------------- |
| Soprano            | Elżbieta Towarnicka               | Elżbieta Towarnicka |
| Contreténor        | Dariusz Paradowski Piotr Łykowski | Piotr Łykowski      |
| Ténor              | Mariusz Koluch Piotr Kusiewicz    |                     |
| Basse              | Grzegorz Zychowicz                |                     |
| Voix (głos solowy) |                                   | Dorota Ślęzak       |
| Piano              |                                   | Leszek Możdżer      |
| Recorder (Guitare) |                                   | Jacek Ostaszewski   |
| Saxophone alto     |                                   | Jerzy Główczewski   |

## Source de traduction
- (sv)/(pl) Cet article est partiellement ou en totalité issu des articles intitulés en suédois « Requiem for my friend » (voir la liste des auteurs) et en polonais « Requiem dla mojego przyjaciela » (voir la liste des auteurs).